# Jesteś moim życiem
Jesteś moim życiem (hiszp. Sos mi vida) – argentyńska telenowela. Liczy 231 odcinków. Emitowana w Argentynie od 16 stycznia 2006 do 9 stycznia 2007 roku, w Polsce od 28 sierpnia 2006 do 20 lipca 2007 w TV4 i od 2 stycznia do 29 listopada 2007 również w Polsacie. Telenowelę wyprodukowała wytwórnia Pol-ka Producctiones. 3 stycznia 2011 miała miejsce premiera polskiej wersji serialu Prosto w serce na antenie TVN.
- Pomysł: Adrián Suar
- Scenariusz: Ernesto Korovsky
- Współautorzy: Gisela Benenzón – Camilo Torres – Sebastián Rodríguez Lozano
- Producent wykonawczy: Adrián González
- Szefowie produkcji: U1 Mariana Petraglia – U2 Julieta Martinelli
- Koordynacja produkcji: Ivana Polonsky
- Zdjęcia: U1 Pablo Storino – U2 Jorge Fernández
- Udźwiękowienie: Aníbal Girbal – Adrián Michelle
- Stroje: Alicia Flores – Estela Flores
- Casting: Sabrina Kirzner – Pablo Crosetti
- Preprodukcja: Alejandro Parvis
- Przewodni temat muzyczny: „Corazón valiente”
- Muzyka i słowa: Gilda
- Produkcja: Canal Trece

## Fabuła
Główną bohaterką jest La Monita, bokserka, porzucona przez matkę i ojca. Podczas walki doznaje kontuzji ręki, doktor mówi jej, że na razie musi pożegnać się z boksem. Martwi się, że nie będzie mogła zapłacić czynszu. Jej przyjaciółka Kimberly mówi jej, żeby poszła poprosić o pracę do biura „Grupo Quesada”, gdzie pracuje jako sprzątaczka od trzech lat. Niestety nie zostaje przyjęta. Wtedy spotyka właściciela firmy i znanego rajdowca Martina Quesadę, który daje jej pracę. Zakochują się w sobie od pierwszego wejrzenia. Esperanza codziennie przynosi mu kawę. Przyszła żona Quesady, Constanza Insua staje się zazdrosna. Monita po rozmowie ze swoją przyjaciółką Turką, która pracuje w telewizji, nadaje Martinowi przezwisko „Książę”, a jego dziewczynę nazywa „Mumią”. Turka jako aktorka pożycza Monicie ubrania. Miguel, kuzyn Martina i Falucho, prawnik firmy, trzyma z Constanzą. Ich celem jest zdobycie majątku Martina. Tak rozpoczyna się pełna humoru, miłości, namiętności i pasji historia dwojga ludzi, wywodzących się z różnych środowisk.

## Obsada

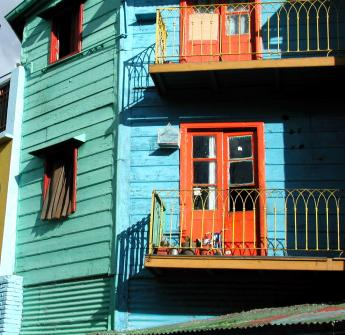
Dom Monity

- Natalia Oreiro – Esperanza ‘La Monita’ Munoz Quesada

Miła i szalona dziewczyna mieszkająca w „czynszówce” razem ze swoim chłopakiem Quique, jego matką oraz swoimi przyjaciółkami. Jest troszkę zarozumiała. Zakochała się w Martinie (z wzajemnością) i nienawidzi jego narzeczonej Constanzy. Monita ubiera się odważnie do pracy, gdzie jest asystentką Martina i świadoma swoich praw bardzo się tam „uważa”. Wielką miłością darzy adoptowane przez Martina dzieci i jest dla nich jak matka.
- Facundo Arana – Martin Quesada

Mistrz formuły 1. Kiedyś się ożenił, lecz jego żona zginęła w katastrofie lotniczej. Wtedy - jak powiedział w jednym z odcinków - z pomocą przyszła mu Constanza. Oboje zakochali się w sobie tworząc udany związek. Jednak gdy na jego drodze pojawiła się pełna życia Monita, cały jego świat stanął do góry nogami. Adoptował dzieci, które pokochał jak własne.
- Carla Peterson – Constanza ‘Connie’ Insua

Piękna narzeczona Martina. Jest zawsze markowo ubrana, zna wiele języków. Kocha Martina głównie z powodu jego pieniędzy, nie znosi jego dzieci oraz Monity i używa wszelkich sprytnych sposobów, by się ich pozbyć. Pomaga jej w tym Miguel i Fallucio, którzy chcą przejąć majątek Martina. Constanza nie może się pogodzić z faktem, że Martin już jej nie kocha, dlatego stara się wzbudzić w nim zazdrość. Zakochuje się potem w Ouique, choć nie chce się do tego przyznać.
- Carlos Belloso – Enrique Ferreti ‘Quique’

Chłopak Esperanzy. Zawodnik wrestlingu pod pseudonimem „Komendant Błyskawica”. Jest bardzo dziecinny. Nie wiadomo kto jest jego ojcem. Nie lubi pracować. Zakochał się w Constanzie. Jednak ciągle stara się o względy Esperanzy.
- Thelma Fardin – Laura Fernandez

Adoptowana córka Martina. Chce się uczyć, ale nie akceptują ją w hiszpańsko-angielskiej szkole do której zapisał ją Martin. Jest piękna i inteligentna dlatego wielu chłopaków stara się o jej względy. Jose i Coki to jej rodzeństwo. Ojciec zostawił ją, jej rodzeństwo i jej matkę jak miała około dziewięć lat. A jej matka umarła jak miała 12 lat.
- Elias Vinoles – Jose Fernandez

Adoptowany syn Martina. Nie lubi się uczyć i opuszcza zajęcia w szkole. Często doprowadza do bójek. Zajmuje się siostrami: Laurą i Aną, odkąd ojciec ich zostawił a matka umarła. Jest najstarszy z rodzeństwa. Kocha Turcę (z wzajemnością).
- Ornella Fazio – Ana ‘Coki’ Fernandez

Adoptowana córka Martina. Jest bardzo sprytna i inteligentna. Była niemowlęciem jak ojciec zostawił całą jej rodzinę. Jest najmłodsza z rodzeństwa. Marzy, żeby zostać aktorką jak Turca.
- Nicolas D’Agostino – Tony

Wnuk Rosy (gospodyni w domu Quesady). Zakochał się w Laurze. ma dziewiętnaście lat. Studiuje informatykę.
- Mónica Ayos – Nilda Yadhur ‘La Turca’

Piękna kobieta. Jest aktorką. Wszystkim pożycza ubrania. Zakochała się w Jose. Jest najbliższą przyjaciółką Monity. Robi wszystko, żeby Monita i Martin byli parą.
- Griselda Siciliani – Deborah ‘Debbie’ Quesada

Miła, bogata dziewczyna - przyjaciółka Constanzy i siostra Miguela - o niewielkim rozumie. Ma swoją ulubioną lalkę. Co chwila w kimś się zakochuje, twierdząc, że to miłość jej życia, jednak najbardziej kocha Ronaldo Martineza. Choć dawno z nią zerwał, ona wciąż czuje się jego dziewczyną.
- Fabiana Garcia Lago – Kimberly

Niska kobieta. Urodziła się w Paragwaju. Jest bardzo pracowita. Robi „błyskotliwą karierę” w firmie Grupo Quesada. Pracuje tam od około czterech lat. Jest przyjaciółką Monity i Mercedes.
- Alejandro Awada – Alfredo Uribe

Miły, uprzejmy i dżentelmeński. Pracuje jako dyrektor generalny w firmie Quesady. Zakochał się w Mercedes. Był mężem Beatriz Simpson ale rozwiódł się.
- Claudia Fontan – Mercedes

Atrakcyjna kobieta, naiwna i zakochująca się w każdym atrakcyjnym człowieku. Jest sekretarką w firmie Quesady. Miała się ożenić z Miguelem. Była dziewczyną Ronaldo Martineza.
- Marcelo Mazzarello – Miguel Quesada

Przebiegły brat Debhory. Wspólnik Falucho. Robi wszystko, żeby pozbyć się Martina i przejąć jego majątek.
- Pablo Cedron – Felix Perez Garmendia ‘Falucho’

Przebiegły Paragwajczyk z rodziny oszustów. Ma brata który jest bardzo uczciwy i pracowity. Przez pewien czas był chłopakiem Mercedes.
- Michel Noher – Jeronimo

Wysoki, wysportowany chłopak.
- Favio Posca – Lalo

Mężczyzna który uważa się za kobietę. Jest homoseksualistą. Ubiera się modnie i markowo. Organizuje śluby, dlatego jest taki sławny. Jeśli jakiś mężczyzna mu się podoba nazywa go Esteban.
- Adela Gleijer – Rosa

Starsza pani. Gospodyni w domu Quesady. Jej wnuk to Tony. Zna i zajmuje się Martinem odkąd się urodził.
- Dalma Milevos – Nieves

Starsza ale piękna kobieta. Jest matką Quique. Była z wieloma mężczyznami dlatego nie wie kto jest ojcem jej syna.
- Patricia Castell – Carmen

Przyjaciółka Isabel. Ukrywała ją przez wiele lat.
- Marcelo Savignone – El Tano

Mechanik Martina. Zakochał się w Deborze.
- Mike Amigorena – Rolando Martinez

Rajdowiec który jest największym wrogiem Martina w zawodach. Kiedyś go podziwiał. Później jednak go znienawidził.
- Ines Palombo – Vicky

Piękna blondynka. Siostra Constanzy.
- Patricia Palmer – Isabel Munoz

Matka Monity. Zostawiła Eperanzę jak miała osiem lat. Jest ciężko chora. Dlatego wyjechała na leczenie i kolejny raz zostawiła Monitę. Umiera w połowie trwania telenoweli.
- Reina Reech – Jacqueline Insua

Matka Constanzy. Rozwiodła się z ojcem Connie. Wiele razy wychodziła za mąż. Zawsze jak się pojawia powoduje kłopoty.
- Patricia Echegoen – Eva Hidalgo

Sędzia prowadząca sprawę adopcji dzieci przez Martina. Gdy go poznała, starała się o jego względy. Odkąd Jose, Laura, Coki i Connie powiedziały, że Martin jest wspaniałym człowiekiem i ojcem.
- Gipsy Bonafina – Teresa

Opiekunka w sierocińcu. Pomaga Martinowi w adopcji.
- Ana Acosta – Beatriz Simpson de Uribe

Żona Alfredo. Jest chora psychicznie. Chce zabić każdą która zbliży się do jej męża. Alfredo wkrótce się z nią rozwodzi.
- Emilio Bardi – Ruben Fernandez

Ojciec Jose, Laury i Any. Opuścił ich i ich matkę.